# مایک برگس (بازیکن فوتبال)
مایک برگس (انگلیسی: Mike Burgess; ۱۷ آوریل ۱۹۳۲ – الگو:Deathdate and age) بازیکن فوتبال اهل بریتانیا بود.
از باشگاه‌هایی که در آن بازی کرده‌است می‌توان به باشگاه فوتبال برافورد پارک آونیو، باشگاه فوتبال نیوپورت کانتی، باشگاه فوتبال گیلینگام، باشگاه فوتبال ای‌اف‌سی بورنموث، باشگاه فوتبال کانتربوری سیتی، و باشگاه فوتبال لیتون اورینت اشاره کرد.